# Пояна-Крістей (комуна)
Пояна-Крістей (рум. Poiana Cristei) — комуна у повіті Вранча в Румунії. До складу комуни входять такі села (дані про населення за 2002 рік):
- Думбрава (290 осіб)
- Дялу-Кукулуй (298 осіб)
- Махріу (389 осіб)
- Одобаска (109 осіб)
- Петряну (205 осіб)
- Поду-Лакулуй (686 осіб)
- Пояна-Крістей (493 особи)
- Тириту (308 осіб)

Комуна розташована на відстані 152 км на північний схід від Бухареста, 15 км на захід від Фокшан, 84 км на захід від Галаца, 108 км на схід від Брашова.

## Населення
За даними перепису населення 2002 року у комуні проживали 2778 осіб, усі — румуни. Усі жителі комуни рідною мовою назвали румунську.
Склад населення комуни за віросповіданням:
| Релігія       | Кількість осіб | Відсоток |
| ------------- | -------------- | -------- |
| православні   | 2775           | 99,9%    |
| римо-католики | 2              | 0,1%     |
| реформати     | 1              | < 0,1%   |